# Frazil-Eis

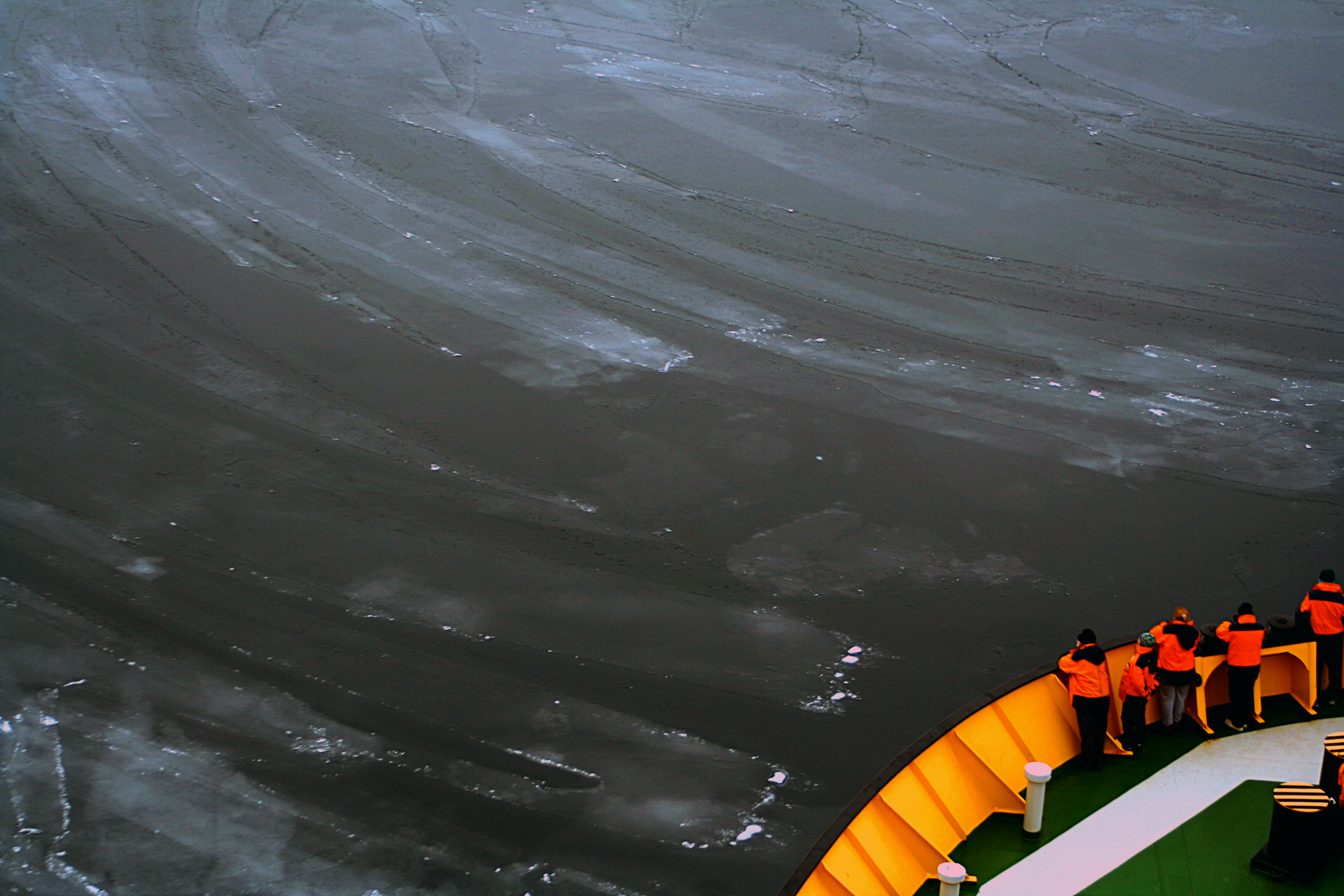
Nilas: Meereis als Anfangsstadium von Frazil-Eis

Frazil-Eis ist eine Ansammlung loser, zufällig orientierter nadelförmiger Eiskristalle in flüssigem Wasser. Es liegt in der Form von Slush vor und erscheint von der Oberfläche des Wassers aus gesehen etwas ölig. Es bildet sich sporadisch in offenem, turbulentem, unterkühltem Wasser, was bedeutet, dass es sich normalerweise in Flüssen, Seen und Ozeanen in klaren Nächten bei Lufttemperaturen unter −6 °C bildet.

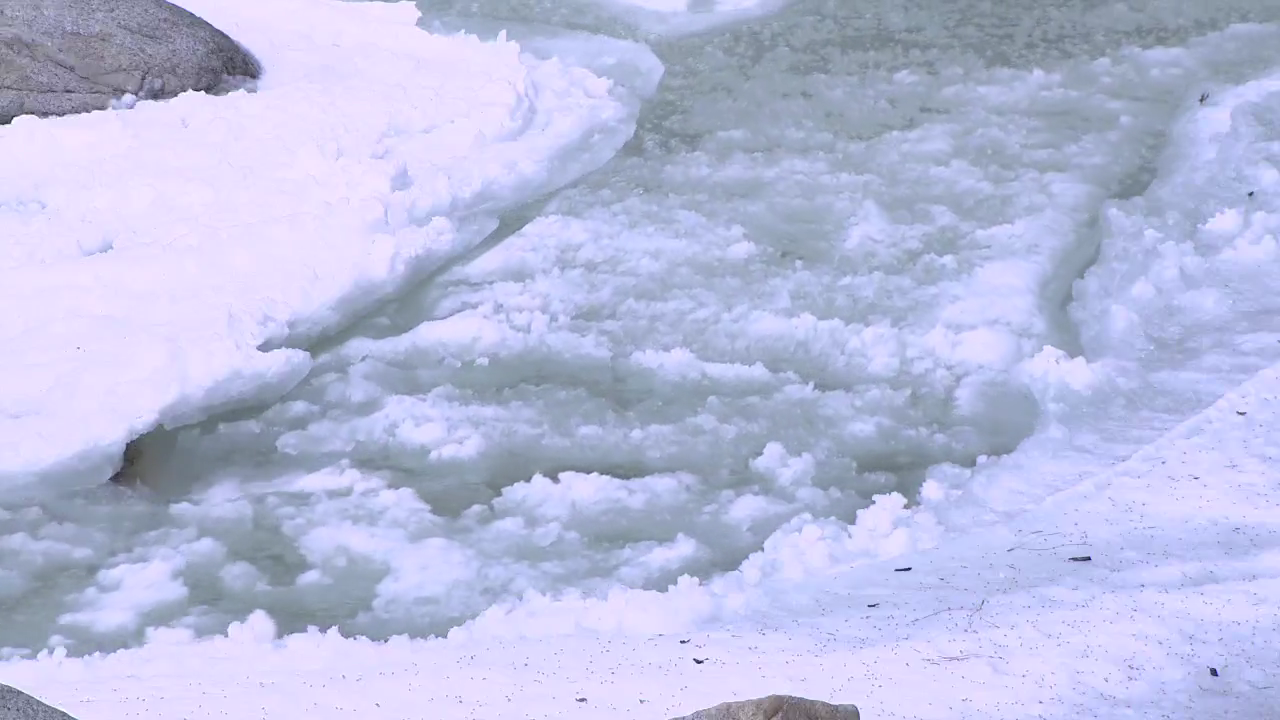
Frazil-Eis im Yosemite Creek (USA)

Frazil-Eis ist das erste Stadium der Entstehung von Meereis.